# Віуела

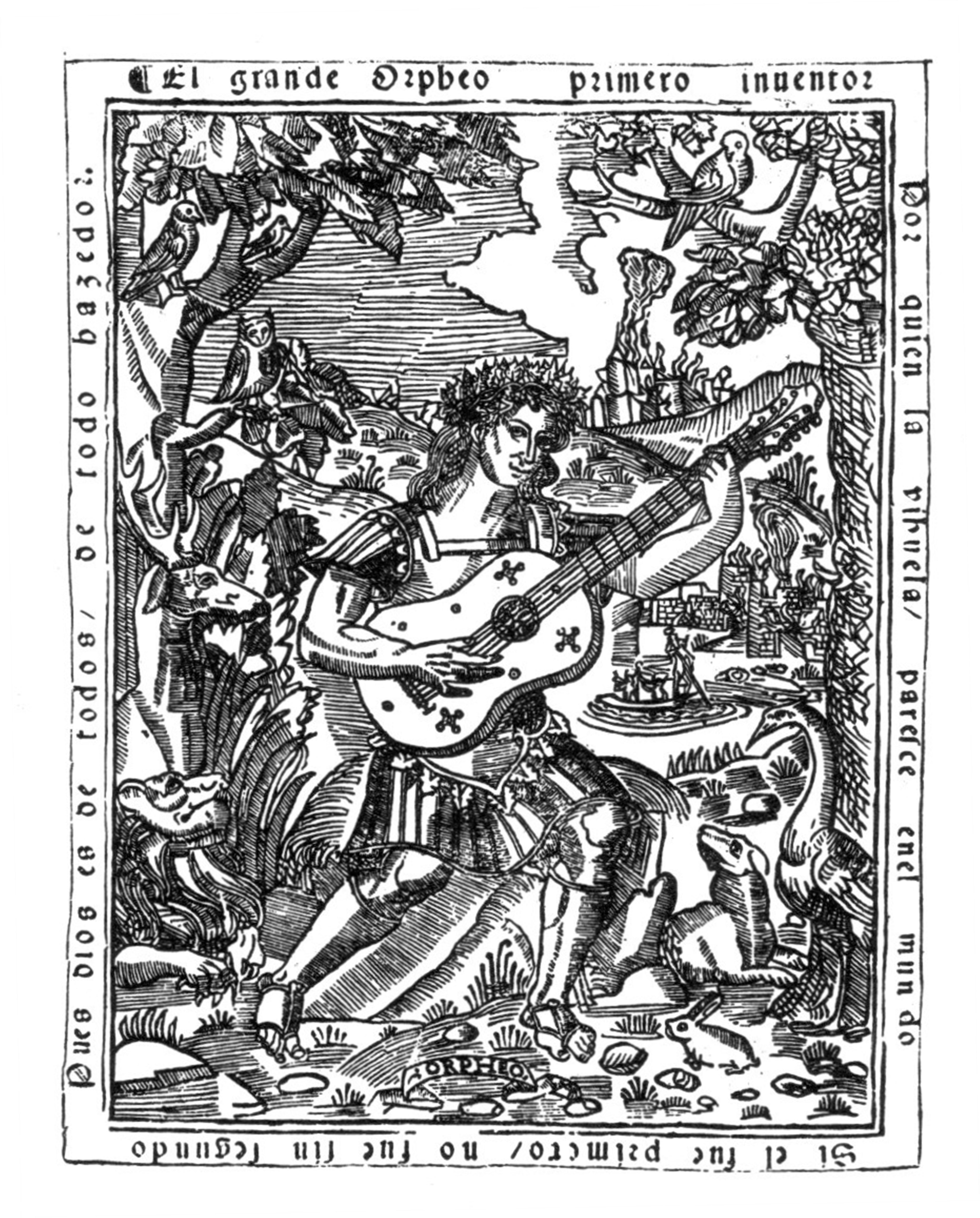
Орфей, що грає на віуелі. Малюнок на обкладинці нотної збірки для віуели Луїс де Мілан Libro de música de vihuela de mano intitulado El maestro (1536). Текст навколо описує Орфея як винахідника віуели.

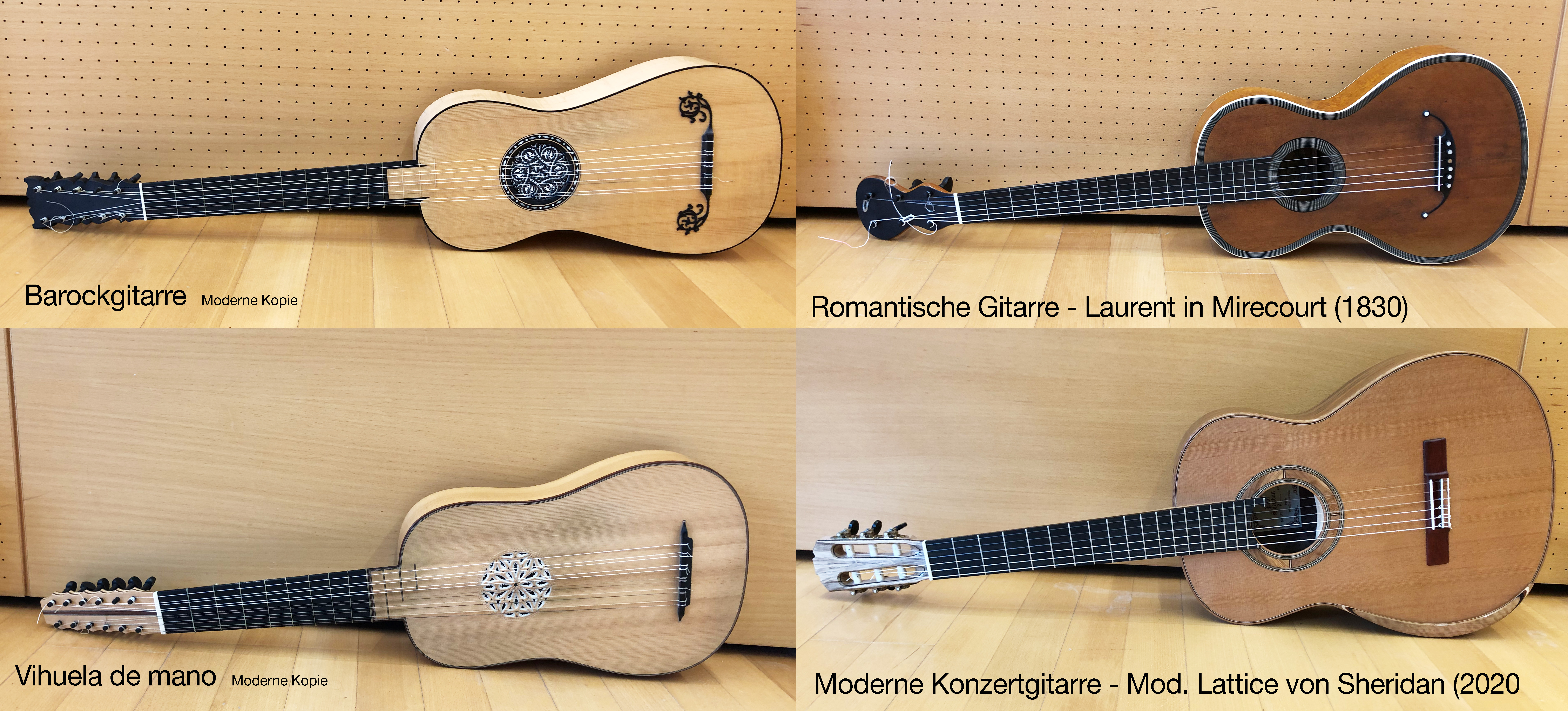
Віуела де мано — сучасна копія — іспанський щипковий інструмент 15–16 століть, 6-струнна барокова гітара — сучасна копія — європейський щипковий інструмент, 17 століття, п’ятиструнна гітара романтичної епохи — європейський щипковий інструмент, 19 століття, шестиструнна сучасна концертна гітара — 6-струнний європейський щипковий інструмент кінця 19 століття

Віуела, також бівела (ісп. vihuela, ісп. вимова: [biˈwela]) — струнний інструмент, що побутував в XV–XVI століттях в Іспанії, Італії та Португалії, за формою подібний до гітари.

## Історія
Іспанська віуела була відома в Італії та Португалії як viola da mano , проте обидві назви були синонімічними. Найбільш розвинені віуели були схожі на сучасну гітару, мали 6 подвійних струн, що виготовлялись з Кетгуту. Струни віуели настроювались так само, як і в сучасної їй лютні — по квартах, і лише між середні струни — у велику терцію:  
- G  C  F  A  D  G
- C  F  B  D  G  C

Існували три різновиди віуели:
- Vihuela de mano, струни яких защипували пальцями
- Vihuela de penola, струни яких защипували плектром
- Vihuela de arco, грали за допомогою смичка.

Віуела втратила популярність наприкінці XVI століття разом з втратою популярності складної поліфонічної музики, що складала основу репертуару, разом з іншим важливим інструментом іспанського та португальського відродження — арфи з перехресними струнами. Єдиним нащадком цього інструменту, що використовується дотепер, є португальська violas campaniças. Значною мірою функції віуели продовжувала виконувати барокова гітара.

## Сучасність
До сьогодні збереглися лише три зразки середньовічних віуел:
- Guadalupe в паризькому Musée Jacquemart-Andrée
- Chambure в  паризькому Cité de la Musique
- безіменний інструмент, що зберігається в Iglesia de la Compañia de Jesús de Quito (Кіто, Еквадор)

Разом з тим, наприкінці XX століття музикантами-автентиками були здійснені спроби реконструкції інструмента і його використання для виконання ранньої музики.

## Мексиканська віуела
Не варто плутати інструмент, що побутував в XV–XVI століттях в Іспанії, Італії та Португалії з п'ятиструнним інструментом з Мексики, що з'явився у середині- кінці 18 ст. Бівела мексикана (Vihuela Mexicana) — гітароподібний інструмент, що використовують в ансамблях маріачі. Хоча мексиканська віуела має ту саму назву, що й історичний іспанський щипковий інструмент, вони суттєво відрізняються.